# Quercus ellipsoidalis
Espèce
Statut de conservation UICN

 LC  : Préoccupation mineure
Quercus ellipsoidalis est une espèce d'arbres du sous-genre Quercus et de la section Lobatae. L'espèce est présente aux États-Unis et de manière plus marginale au Canada.